# Sanmarg
Sanmarg ('the righteous path') is een Hindi-krant in India, in 1946 opgericht door Swami Karpatri. De krant wordt uitgegeven in Varanasi, Calcutta, Ranchi en Bhubaneswar. Het dagblad is gevestigd in Calcutta. Het is de meest gelezen Hindi-krant in het oosten van het land, met name West-Bengalen. 